# Route européenne 23
Pour les articles homonymes, voir E23 et Route 23.

La route européenne 23 (E23) est un itinéraire du réseau routier européen reliant Metz à Lausanne en passant par Nancy et Besançon. Cet itinéraire traverse deux pays, la France et la Suisse.

## Tracé

### France
En France, la route européenne 23 emprunte les itinéraires suivants :
| (Auto)route | Tracé                                | Villes traversées        | route européennes croisées |
| ----------- | ------------------------------------ | ------------------------ | -------------------------- |
| A 31        | Entre Metz et Laxou                  | Nancy-Nord               | à Metz Tronçon commun      |
| A 33        | Entre Laxou et Ludres                | Nancy-sud                |                            |
| A 330       | Entre Ludres et Flavigny-sur-Moselle |                          |                            |
| N 57        | Entre Flavigny-sur-Moselle et Jougne | Épinal, Vesoul, Besançon | à Vesoul à Besançon        |

### Suisse
En Suisse, la route européenne 23 emprunte les itinéraires suivants :
| (Auto)route | Tracé                        | Villes traversées | route européennes croisées  |
| ----------- | ---------------------------- | ----------------- | --------------------------- |
|             | Entre Ballaigues et Lausanne |                   | entre Chavornay et Lausanne |
|             | Lausanne                     |                   | à Lausanne                  |